# Comstock Park
Comstock Park é uma Região censo-designada localizada no estado americano de Michigan, no Condado de Kent.

## Demografia
Segundo o censo americano de 2000, a sua população era de 10.674 habitantes.

## Geografia
De acordo com o United States Census Bureau tem uma área de
10,1 km², dos quais 10,1 km² cobertos por terra e 0,0 km² cobertos por água.

## Localidades na vizinhança
O diagrama seguinte representa as localidades num raio de 16 km ao redor de Comstock Park.